# Ромбкова
Ромбкова (пол. Rąbkowa) — село в Польщі, у гміні Лососіна-Дольна Новосондецького повіту Малопольського воєводства.
Населення — 560 осіб (2011).
У 1975-1998 роках село належало до Новосондецького воєводства.

## Демографія
Демографічна структура станом на 31 березня 2011 року:
|          | Загалом | Допрацездатний вік | Працездатний вік | Постпрацездатний вік |
| -------- | ------- | ------------------ | ---------------- | -------------------- |
| Чоловіки | 276     | 94                 | 158              | 24                   |
| Жінки    | 284     | 80                 | 159              | 45                   |
| Разом    | 560     | 174                | 317              | 69                   |